# Ел Монументал (стадион)
Монументал Ривър Плейт е многофункционален стадион в Буенос Айрес, Аржентина.
На него домакинските си мачове играе футболният отбор на клуба „Ривър Плейт“. Стадионът е с капацитет 66 449 души и е най-големият в Аржентина и Южна Америка. 